# Гун Сянцзюнь
Кусянку (кит. 公相君, палл. Гун сян цзюнь) — мифический китайский мастер боевых искусств, якобы живший в XVIII веке. Обычно считается, что именно он стоял у истоков окинавского каратэ и оказал влияние практически на все производные стили боевых искусств.
Согласно исследованиям известного российского историка японских боевых искусств, миф о «Кусянку» возник в результате ошибки двойного перевода. На самом деле иероглифы 公相君 не употребляются для записи фамилий или имён, это три синонима к слову «господин» или «важная персона».

## Источник мифа
Первоисточником является текст 1762 года «Осима хикки» (яп. 大島筆記, «Записи, сделанные в заливе Осима»), являющийся протоколом допроса капитана окинавского судна Тёхэя-пэйтин Моринари (яп. 潮平親雲上盛成), которое следовало в Сацума, но бурей было выброшено на берег в заливе Осима. Текст появился потому, что диалекты, на которых говорили местные жители и моряки, очень сильно отличались, и поэтому допрос осуществлялся в письменном виде, причём текст писался китайскими иероглифами (их знали и капитан Тёхэй-пэйтин Моринари, и допрашивающий его Тобэ Ёсихиро (яп. 戸部良煕)).
Источником мифа о «мастере Кусянку» является следующий абзац (перевод А. М. Горбылёва):
«Несколько лет назад из Китая [на Окинаву] вместе со многими учениками приплыл мастер кумиай-дзюцу (Ёсихиро спросил, [что это такое], и ему сказали, что это кэмпо [кит. цюаньфа], о котором говорится в „Убэйчжи“ [яп. „Бубиси“]) „Кусянку“ [„Косокун“] (сказано было, что это уважительное название). Его техника такова: одной из двух рук нажимает на грудь, а другой проводит прием; в этом искусстве часто наносят удары ногами. Хотя [мастер „Кусянку“] очень худой и немощный, как ни хватали его силачи, он всех их легко валил [наземь]»
Здесь видно, что даже допрашивавший удивился, увидев странные иероглифы в записи имени, и в ответ на это капитан прямо ответил, что «Кусянку» — это не имя. Кроме того, в те годы из-за закрытости как Японии, так и Китая от внешнего мира, поездки (особенно групповые) могли осуществляться только в рамках официальных посольств. Информация об этих посольствах (в том числе списки личного состава) фиксировалась как китайцами, так и окинавцами. В данном случае речь однозначно идёт о цинском посольстве, прибывшим на Окинаву в 1756 году, однако в его составе никакого «Гун Сянцзюня» не было. Единственное возможное объяснение — речь идёт о демонстрации борьбы, которую устроили окинавцам солдаты из охраны посольства по приказу своего начальствующего офицера (причём из текста непонятно, видел ли это капитан своими глазами, или просто пересказывал слухи — его расспрашивали обо всём, что происходит в мире).

## История превращается в миф
В версии Фунакоси Гитина, опубликованной в его воспоминаниях, вышеприведённый отрывок пересказан следующий образом:
«Несколько лет назад мастер кумиайдзюцу по имени Косукун приехал из Китая со своими учениками. Техника кумиайдзюцу включала удары ладонями обеих рук и удары ногами. Мастер Косукун был маленького роста и хрупкого сложения, но побеждал всех местных силачей, которые пытались вызвать его на поединок».
Из воспоминаний Фунакоси очевидно, что он не видел текст «Осима хикки» целиком, не знал контекста, и его это вообще не особенно интересовало: ему просто было важно сообщить, что какой-то мастер завез какие-то приемы борьбы на Окинаву.
Последующие авторы, пересказывавшие эту историю, тем более не видели архивного текста XVIII века, не знали уже устаревших к тому времени слов, не представляли реалий Средневековья, и принимали непонятные сочетания иероглифов за имена собственные. При переводе на английский язык добавились ошибки в чтениях иероглифов и опечатки в датах — в результате чего, к примеру, в книге Б.Хайнеса «История и традиции каратэ» данный абзац после «испорченного телефона» выглядел уже так:
«Житель Сюри по имени Сиондзя вернулся на Окинаву в 1784 году вместе со своим китайским другом, которого звали Кусанку. Оба они долго изучали цюаньфа в Китае, и оба имели много учеников».
В данном случае «Сиондзя» — это иероглифы, которые по-окинавски читаются как «пэйтин» и являются титулом среднерангового дворянина, служившего военным или гражданскими чиновникам. На самом деле в исходном тексте титул «пэйтин» носил капитан судна (Тёхэй-пэйтин Моринари), потерпевшего кораблекрушение, но Хайнес не знал средневековых реалий Окинавы, не очень хорошо понял текст на старояпонском, и проявил фантазию. Кроме того, не зная обстоятельств появления текста, переводчики на английский язык просто воспользовались формальными значениями входящих в его название иероглифов, в результате чего в их версии слова «Осима хикки» означают «Хроники большого острова».
Так как русскоязычные любители боевых искусств информацию черпали не из первоисточников, а в переводах с английского языка, то, к примеру, в популярной на постсоветском пространстве книге А. А. Долина и Г. В. Попова «Кэмпо — традиция воинских искусств» данный отрывок преподносится уже так:
«Мы не можем привести точные сроки указанных событий, но в „Хронике Большого острова“ („Осима хикки, середина XVIII в.“), принадлежащей кисти Тобэ из Тоса, со слов Сиодайра, жителя Сюри, записано: „Китайский посланник Гун Сянцзюнь прибыл в сопровождении нескольких учеников на Окинаву, где передал местному населению традиции одного из видов кэмпо“».
Здесь «Сиодайра» — это опять же неправильное прочтение иероглифов, означающих «пэйтин».

## Итог
Весь миф о «мастере Кусянку» базируется на неверном переводе одного-единственного отрывка из постороннего текста. Никаких других свидетельств не имеется. Все дальнейшие утверждения о том, что, якобы, «мастер Кусянку» является основоположником окинавского каратэ и учителем Сакугавы, базируются на двух вещах:
1. Сакугава жил в то время, когда «Кусянку» предположительно побывал на Окинаве (хотя нет никаких свидетельств того, что эти люди вообще встречались друг с другом),
2. В Сюри-тэ существует ката «Кусянку».